# Pedicularis stenotheca
Pedicularis stenotheca är en snyltrotsväxtart som beskrevs av Tsoong. Pedicularis stenotheca ingår i släktet spiror, och familjen snyltrotsväxter. Inga underarter finns listade i Catalogue of Life.